# التجمع المدني للإصلاح (حزب سياسي)
التجمع المدني للإصلاح هو حزب سياسي عراقي أنشأه رئيس مجلس النواب العراقي سليم الجبوري في عام 2017 .و يعتزم الجبوري الدخول به في الانتخابات العراقية مع إياد علاوي في ائتلاف الوطنية التي سوف تجري في شهر مايو من عام 2018.

## وصلات خارجية
- كلمة الامين العام للتجمع المدني للإصلاح سليم الجبوري خلال المؤتمر التأسيسي للتجمع